# Хорват, Йожа
Йожа Хорват, настоящее имя Йосип Хорват (хорв. Joža Horvat; 10 марта 1915, дер. Коториба, Австро-Венгрия (ныне Меджимурска Хорватия) − 26 октября 2012, Загреб) — хорватский писатель, драматург, сценарист. Причисляется к классикам современной хорватской литературы.

## Биография
Обучался в Загребском университете. Член и секретарь Матицы хорватской.
Во время Второй мировой войны служил в Народно-освободительной армии Югославии.
Был известным морским путешественником и первым хорватом, который, со своей женой Ренатой, сыном Марко и Владимом, совершил кругосветное путешествие на спортивной парусной яхте «Besa».
В середине 1960-х Хорват с семьёй отправился в кругосветное плавание, впечатления и наблюдения путешествие легли в основу путевого дневника «Besa-brodski dnevnik» (1973), ставшего бестселлером. Вторая поездка вокруг света закончилась трагедией: старший сын Хорвата, оставшийся на берегу, погиб в автомобильной аварии в 1973 году, а младший сын утонул в Венесуэле в 1975 году.

## Творчество
Автор множества популярных романов, рассказов, пьес, в том числе, для радио, киносценариев, статей для газет и журналов.
Тема войны и героизм партизан стали основными сюжетами большинства его произведений. Описывал сражения партизан с фашистами, нацистами и четниками, а также партизанский быт и особенности жизни бойцов НОАЮ.
За сценарий сатирического политического фильма «Ciguli Miguli» (Цигули Мигули, 1952), с критикой югославской бюрократии, попал в немилость коммунистических властей.
Его книги были переведены на русский («Ни сон, ни явь», изд-во: М.: Прогресс, 1971), польский, чешский, словацкий, венгерский, болгарский, албанский, китайский и эсперанто.

## Избранные произведения
- Waitapu
- Sedmi be (1939)
- Za pobjedu (1945)
- Sedam domobrana (1946)
- Prst pred nosom (1947)
- Zapisi o smrti Petra Arbutine (1948)
- Zapisi (1951)
- Rasprodaja savjesti (1957)
- Ni san ni java (1958)
- Crvena lisica (1985)
- Abeceda ludih želja (1960)
- Mačak pod šljemom (1962)
- Besa (1973)
- Operacija «Stonoga» (1982)
- Waitapu (1984)
- Ciguli Miguli (1989)
- Molitva prije plovidbe (1995)
- Dupin Dirk i «Lijena kobila» (1997)
- Zvjezdane dubine (1999)
- Svjetionik (2000)
- Svjedok prolaznosti (2005) [9][10][11]

## Награды
- Орден Труда (СФРЮ) с Красным знаменем (1961)
- Орден Республики (СФРЮ) I степени (1975)
- Орден Утренней звезды Хорватии (2005)
- Премия Ассоциации журналистов Югославии за особый вклад в развитие журналистики
- премия Владимира Назора за многолетние достижения в литературе (1978)
- премия Григория Витеза (1982, 1984)
- Премия журнала «Политика» (1983)
- премия г. Загреб (1964, 2006)
- Внесен в Почëтный список IBBY (2000).